# Agulles de pastor
Les agulles de pastor o dits de bruixa (Scandix pecten-veneris), l'epítet del nom científic fa referència a pinta de Venus. És una espècie de planta dins d'Apiaceae la família de la pastanaga. És originària d'Euràsia, oest, centre i sud d'Europa i també a tots els Països Catalans, i actualment ha estat introduïda en molts llocs i de vegades es considera una mala herba. Rep el nom d'agulles pels seus llargs fruits que fan un gruix d'1,5 cm i amb un bec de 7 cm. Planta anual que fa de 10 a 40 cm d'alt i floreix de febrer a juliol. Als Països Catalans viu sobretot en camps de cereals sobre sòls eutròfics, des del nivell del mar als 1.350 metres.